# Charles Clarence Pratt
Charles Clarence Pratt (* 23. April 1854 in New Milford, Susquehanna County, Pennsylvania; † 27. Januar 1916 in Binghamton, New York) war ein US-amerikanischer Politiker. Zwischen 1909 und 1911 vertrat er den Bundesstaat Pennsylvania im US-Repräsentantenhaus.

## Werdegang
Charles Pratt besuchte die öffentlichen Schulen seiner Heimat und danach das Sedgwick Institute in Massachusetts sowie die Pennsylvania State Normal School in Bloomsburg. Ab 1879 war er in New Milford in der Ölbranche und im Holzgeschäft tätig. In seiner Heimat bekleidete er einige lokale Ämter. Politisch schloss er sich der Republikanischen Partei an. Zwischen 1899 und 1907 gehörte er zum Stab des jeweiligen Gouverneurs von Pennsylvania.
Bei den Kongresswahlen des Jahres 1908 wurde Pratt im 14. Wahlbezirk seines Staates in das US-Repräsentantenhaus in Washington, D.C. gewählt, wo er am 4. März 1909 die Nachfolge des Demokraten George Washington Kipp antrat. Da er im Jahr 1910 nicht bestätigt wurde, konnte er bis zum 3. März 1911 nur eine Legislaturperiode im Kongress absolvieren. Nach seiner Zeit im US-Repräsentantenhaus nahm Pratt seine früheren Tätigkeiten wieder auf. Er lebte abwechselnd in New Milford und Binghamton, wo er am 27. Januar 1916 verstarb, und wurde in New Milford beigesetzt.